# Тенор, Артюр
Артюр Тенор, (фр. Arthur Ténor) — современный французский писатель, пишущий в основном для детей и подростков.
Публикуется с 1998 г. К настоящему моменту опубликовано более 80 названий, и Тенор является одним из наиболее популярных франкоязычных писателей современности. Отмечен рядом премий, в частности, Молодёжной премией Санлисского салона исторических книг 2006 г. (Prix Jeunesse du Salon du livre d’Histoire de Senlis) за книгу «Огненный стол» и Гран-при Пип за роман «Вестницы бездны».
Охват тем, затронутых в его книгах, чрезвычайно широк. Известен произведениями на историческую тематику (обе мировых войны, эпоха Людовика XIV, средневековье), а также в жанре фэнтези. В жанре книг для детей младшего школьного возраста известна серия приключений ведьмы Агатабаги (Agathabaga).
Сам себя описывает как «исследователя мира воображения», и заявляет, что его страсть к написанию книг «можно сравнить со страстью авантюриста, который без конца пускается на поиски неизведанных стран, незабываемых встреч, волнующих приключений».
Первым из детских писателей опубликовал свою книгу в цифровом виде в жанре интерактивного романа.

## Избранная библиография
- Le roman de l’Etrange Inconnu,éd. J’ai lu fantastique, 2001.
- Guerre Secrète à Versailles, éd. Gallimard Jeunesse, 2003.
- " Il s’appelait… le Soldat Inconnu ", éd. Gallimard Jeunesse, 2010 (dernière édition).
- le livre dont vous êtes la victime, éd. Pocket 2004 (coll. Jeunesse)
- Y’a pas que la mort dans la vie!, éd. Grasset 2005 (coll. Jeunesse)
- Graine de résistant, éd. Magnard 2005 (coll. Jeunesse)
- Passeport pour l’enfer, éd. Grasset 2006 (coll. Jeunesse)
- Le voleur de destin, éd. Magnard 2006 (coll. Tipik Junior)
- Rumeur !, éd. Magnard 2006 (coll. Jeunesse)
- La table de feu, éd. Milan 2006
- Les messagères des abysses, éd. Grasset 2007
- " Le secret du génie humain " — éd. Grasset 2008
- Né maudit, éd. Nathan poche 2007
- A mort l’innocent, éd. OsKar Jeunesse 2007
- Le dernier des Templiers (illustrations : Vincent Dutrait), éd. Hachette 2005 ISBN 2013219857
- Le Monstre aux yeux d’or (illustrations : Denise Millet, Claude Millet), éd. Gallimard 2002 (coll. Jeunesse) ISBN 2070549755
- " La tempête ", éd. Oskar Jeunesse — 2010
- Série Le Félin — agent secret médiéval, éd. Lito, et depuis avril 2010 chez l'éditeur Eveil et Découverte
- Série Les chevaliers en herbe, éd. Folio Cadet
- Voyage extraordinaire au royaume des 7 tours — éd. Plon 2006 (coll. Jeunesse)
- Voyage extraordinaire sur le Continent des Epopées
- Voyage extraordinaire dans l’empire des Mondes
- Voyage extraordinaire sur les terres du comte Dracula (février 2010)
- Série L’elfe au dragon — Seuil Jeunesse
- Série L’apprentie alchimiste, éd. Nathan
- Série  Agathabaga, éd. Lito
- Série : A l'école des pages du Roy Soleil, T1 Sabotages en série à Versailles, éd. du Seuil Jeunesse (janvier 2011)